# Лідінгтон (Міссурі)
Лідінгтон (англ. Leadington) — місто (англ. city) в США, в окрузі Сент-Франсуа штату Міссурі. Населення — 764 особи (2020).

## Географія
Лідінгтон розташований за координатами 37°50′4″ пн. ш. 90°28′51″ зх. д. / 37.83444° пн. ш. 90.48083° зх. д. (37.834339, -90.480781).  За даними Бюро перепису населення США в 2010 році місто мало площу 2,32 км², уся площа — суходіл.

## Демографія
Згідно з переписом 2010 року, у місті мешкали 422 особи в 193 домогосподарствах у складі 116 родин. Густота населення становила 182 особи/км².  Було 222 помешкання (96/км²).
Расовий склад населення:
| - 95,7 % — білих - 0,7 % — азіатів - 0,2 % — корінних американців - 0,2 % — чорних або афроамериканців |

До двох чи більше рас належало 2,6 %. Частка іспаномовних становила 2,1 % від усіх жителів.
За віковим діапазоном населення розподілялося таким чином: 23,5 % — особи молодші 18 років, 60,9 % — особи у віці 18—64 років, 15,6 % — особи у віці 65 років та старші. Медіана віку мешканця становила 36,8 року. На 100 осіб жіночої статі у місті припадало 97,2 чоловіків;  на 100 жінок у віці від 18 років та старших — 99,4 чоловіків також старших 18 років.
Середній дохід на одне домашнє господарство  становив 67 161 долар США (медіана — 37 292), а середній дохід на одну сім'ю — 84 177 доларів (медіана — 41 719). За межею бідності перебувало 14,2 % осіб, у тому числі 11,1 % дітей у віці до 18 років та 3,6 % осіб у віці 65 років та старших.
Цивільне працевлаштоване населення становило 160 осіб. Основні галузі зайнятості: виробництво — 23,8 %, освіта, охорона здоров'я та соціальна допомога — 23,1 %, роздрібна торгівля — 10,6 %, науковці, спеціалісти, менеджери — 9,4 %.